# Héliée
Pour l’article ayant un titre homophone, voir Hélier.

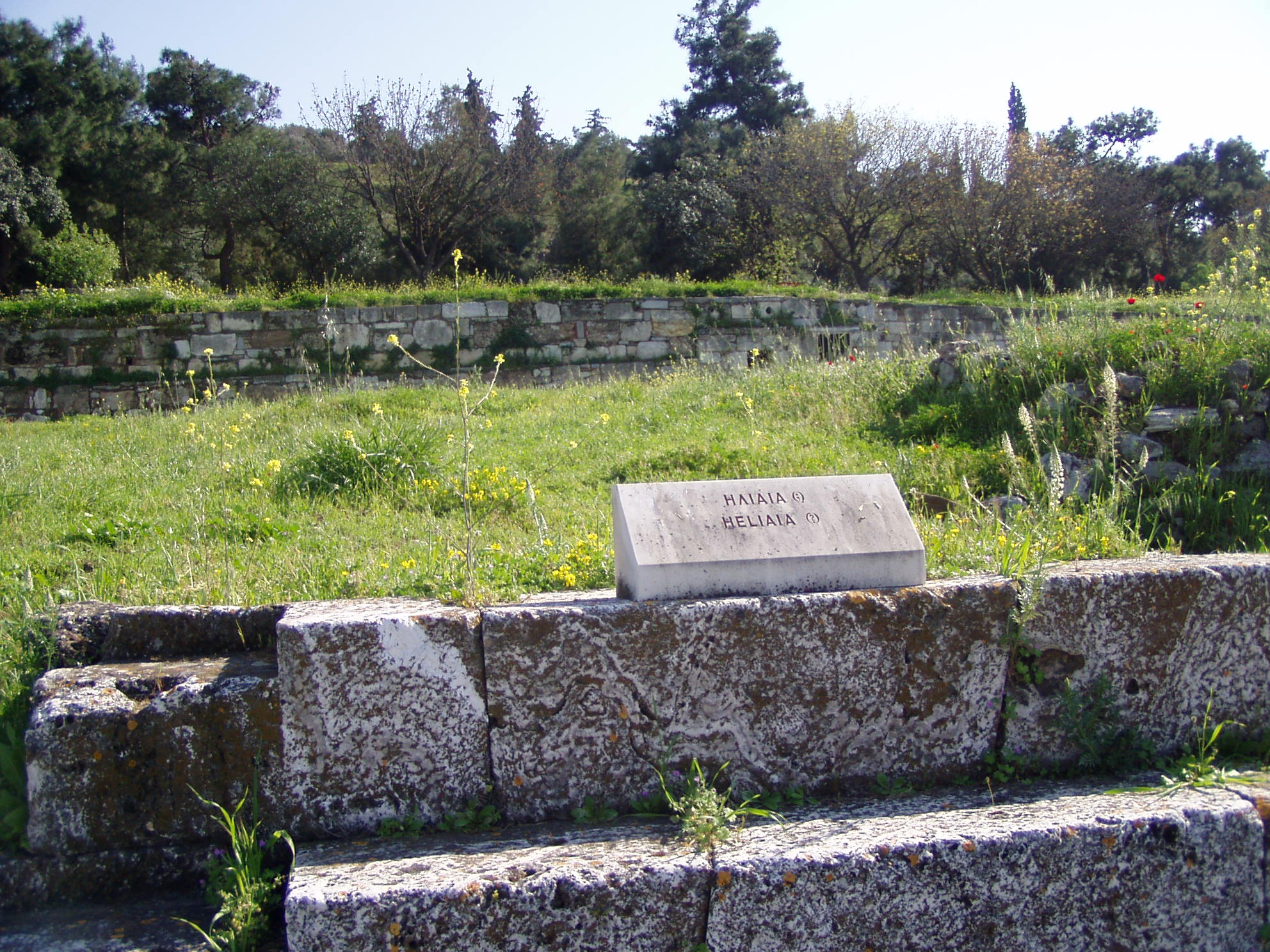
Vestiges de l'Héliée (Agora d'Athènes).

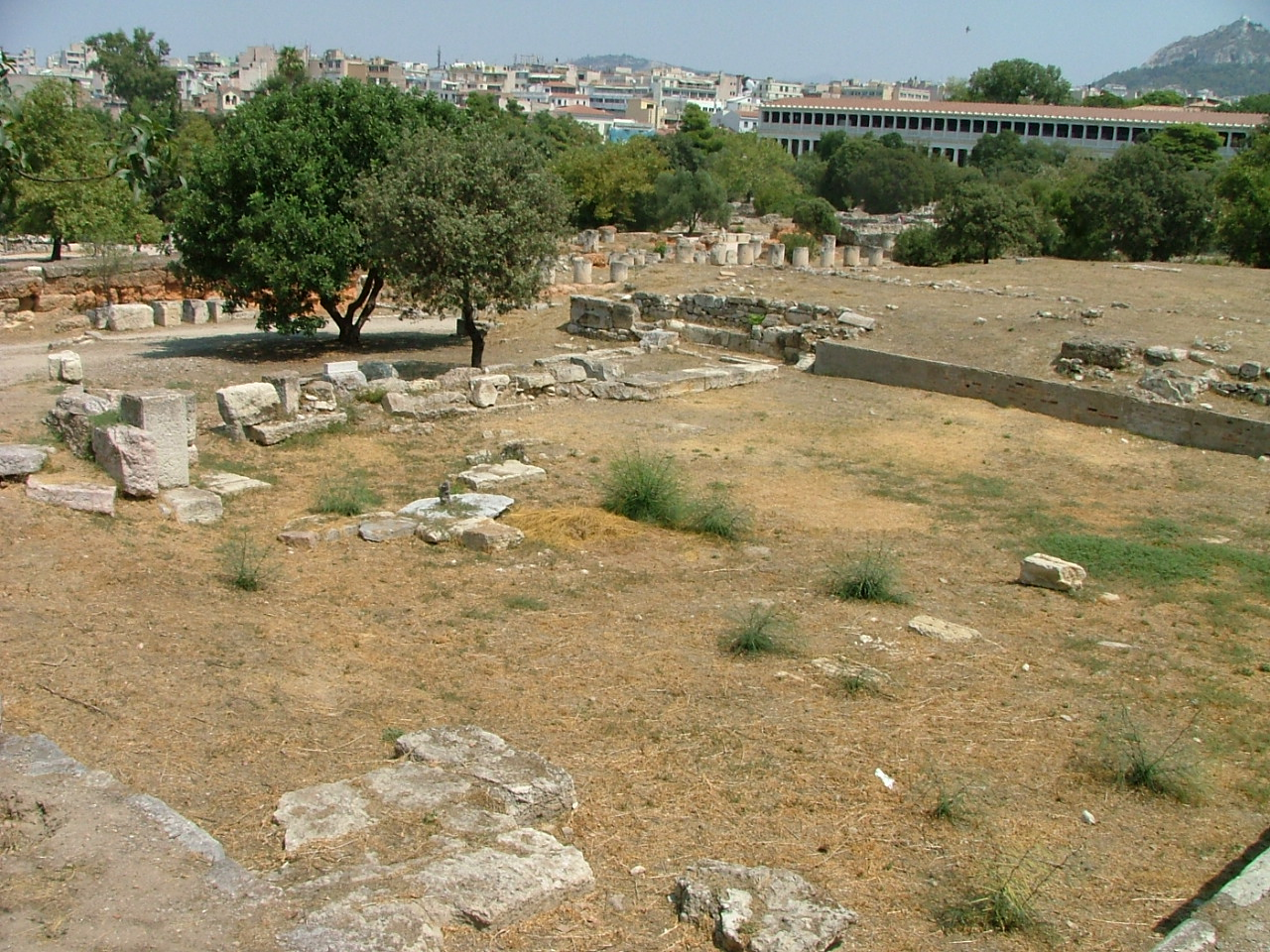
Vue d'ensemble.

L’Héliée, en grec ancien Ἡλιαία / Hêliaia, est un tribunal antique, situé sur l'Agora d'Athènes, en Grèce.

## Étymologie
Si l'on doit rapprocher ce nom du grec ἥλιος / hêlios, soleil, il faudrait alors penser que l'Héliée est un tribunal qui siège en plein air, dans un lieu éclairé par le soleil. Selon une autre étymologie, si Ἠλιαία est à rapprocher de ἔλος / élos, bas-fond, alors l'Héliée serait le tribunal d'en-bas, qui siège dans un bas-fond, par opposition au tribunal d'en-haut, l'Aréopage.

## Fonctionnement
L'Héliée était le tribunal populaire chargé de rendre la justice. Il était théoriquement composé de 6 000 citoyens de plus de 30 ans (les héliastes), mais un passage de la comédie d'Aristophane Les Nuées jouée entre 420 et 417 se moquant de l'absentéisme des juges suggère que les héliastes étaient rarement au complet :[Interprétation personnelle ?]
(ΜΑΘΗΤΗΣ) Αὕτη δέ σοι γῆς περίοδος πάσης. Ὀρᾷς ; Αἵδε μὲν Ἀθῆναι. (ΣΤΡΕΨΙΑΔΗΣ) Τί σὺ λέγεις ; Οὐ πείθομαι, ἐπεὶ δικαστὰς οὐχ ὁρῶ καθημένους. (« (Disciple) Voici donc devant toi le périmètre de toute la terre. L'aperçois-tu ? De ce côté-ci, c'est Athènes… (Strepsiade) Que dis-tu ? Je ne te crois pas car je n'y vois pas les juges qui y siègent. »)
Les membres de l'Héliée étaient désignés par tirage au sort tous les ans par l’Ecclésia. Les héliastes siègent sur des bancs de bois recouverts de nattes de jonc, tandis que le magistrat présidant l’audience siège sur une haute estrade appelée en grec ancien βῆμα / bêma. Deux tribunes aux plaidoiries se dressent à gauche et à droite pour chacune des deux parties, ainsi qu'une table, au centre, sur laquelle seront comptés les suffrages à l'issue du procès. Le public est séparé des jurés par une barrière. L'audience se déroule porte fermée.
L’Héliée détient le pouvoir judiciaire. Chaque décision prise dans ce tribunal est sans appel.
Périclès a institué une indemnité journalière destinée à inciter les citoyens à participer aux tribunaux appelée « misthos ». En 425 av. J.-C., Cléon a porté cette allocation à trois oboles, attirant ainsi les citoyens âgés - qui deviennent de redoutables jurés professionnels - et accroissant sa popularité. Ainsi de nombreux citoyens se pressent dès l'aube devant les portes de l'Héliée, règlent rapidement les affaires en cours, perçoivent leur triobole et sortent libres de leur journée.